# 2Mex
2Mex, né Alejandro Ocana Jr. en 1973 à Los Angeles, en Californie, est un rappeur américain. Il est d'origine mexicaine et membre du groupe The Visionaries. Au fil de sa carrière, il collabore avec des artistes de hip-hop underground tels que Jel, Omid, Thavius Beck, Factor, Radioinactive et Isaiah « Ikey » Owens. Il est membre du groupe Project Blowed, et est affilié aux Shape Shifters.

## Biographie

### Jeunesse et débuts
Né de parents mexicains, 2Mex a grandi dans un milieu ouvert à la musique (son père jouait des claviers et de la guitare). Dans les années 1980, il découvre le hip-hop avec Run–D.M.C. et Ice-T, mais s'intéresse aussi au rock alternatif de l'époque : son ouverture à des musiques plus mélodiques, pop, ne se démentira pas tout au long de sa carrière. Influencé par le rap engagé à la Public Enemy, ses premiers pas en tant que MC se font sous le signe de la revendication de son identité de chicano de Los Angeles, sous l'égide du groupe Aztlan Underground.  Il fréquente assidûment les soirées du Goodlife Café dès 1992, où, triomphant des préjugés que la majorité noire du public peut avoir contre lui, il côtoie les Unity Commitee, Dilated Peoples, et surtout Chillin' Villain Empire et Hip Hop Kclan. C'est avec ces derniers qu'il fondera plus tard le label Afterlife Records, et qu'il développera son style bien personnel de emceeing : des rimes rapides faites d'allitérations en cascade, et de paroles au contenu poétique et abstrait.
En 1997, il intègre les Visionaries, composé de Dannu, Lord Zen, LMNO, Key Kool et DJ Rhettmatic, et participe à leur premier album, Galleries, mais surtout il réalise Exitos et Mas Exitos avec Of Mexican Descent, son premier groupe fondé dès 1990 avec Memo, peu après rejoint par Xololanxinxo. Si les Visionaries pratiquent un hip-hop très classique, Exitos Y Mas Exitos est plus représentatif de l'orientation que va prendre l'œuvre de 2Mex : sur les douze titres, dont quatre live, le groupe crée un environnement sonore lent et hypnotique, guitare acoustique et basse au premier plan, qui s'accorde avec leurs paroles poétiques et leurs flows, dans la lignée de leurs amis d'Afterlife, rapides, extravagants et mélodiques. L'album, couronné par quelques perles comme The Clash et Medication, est vite culte, et permet à Of Mexican Descent de se lancer dans des tournées nationales. Après quelques collaborations prestigieuses (Omid sur Beneath the Surface, Fat Jack dans Cater to the DJ, les Shapeshifters à de nombreuses reprises…), et la mort en 2000 de Memo, 2Mex se lance dans une carrière en solo.
En 2003, 2Mex publie l'EP Sweat Lodge Infinite, mais il a encore de nombreux projets en attente : un éventuel deuxième album d'Of Mexican Descent, un duo avec Murs sous le nom de BrainBusters, ou encore le deuxième volet des Mind Clouders, les Cloud Minders, avec à la place de Mum's the Word, Riddlore des C.V.E. à la production.

### DepuisWords Knot Music
Words Knot Music, publié le 3 octobre 2000, est un album de spoken word en 42 minutes et trois plages, sur un fond sonore qui, comme le titre l'indique, n'a rien de musical. La même année, les Mind Clouders qu'il forme avec le producteur Mum's the Word publient leur album Fake It Until You Make It, avec quelques moments de bravoure, comme les posse cut Upside Down 6 ou Paranoia Shiek avec Rakka des Dilated Peoples. En 2001, il publie sur son label Afterlife, non seulement Unreleased Hits, compilation de titres enregistrés sur les dernières années, notamment avec les SonGodSuns (2Mex, Nobody et DJ ESP), mais surtout B-Boys in Occupied Mexico. Sweat Lodge Infinite est publié au label Temporary Whatever en 2003,,. L'album homonyme, 2Mex, est publié en 2004,. 
En 2010, 2Mex signe au label Strange Famous Records. Il publie My Fanbase Will Destroy You au label Strange Famous Records la même année. Il fait participer Murs, Prince Po, Busdriver et Nobody. Sur des productions très soignées d'Omid, Paris ou surtout Mum's the Word, 2Mex y bénéficie pour la première fois d'un mastering professionnel, et livre un ensemble passionnant de bout en bout, entre le déjanté Making Money Off God avec Busdriver, les exercices de style de Percussion Precaution ou M Is For Memo et des titres plus introspectifs comme I didn't Mean to Touch Your Hand et Wonderful Memories.